# Autoportrait cubiste
Pour les articles homonymes, voir Autoportrait (homonymie).
Autoportrait cubiste est le titre donné par Salvador Dalí à un tableau réalisé en 1923. C'est une gouache et collage sur carton de 104x75cm. Aussi appelé autoportrait cubiste avec La Publicitat, il est exposé au musée national centre d'art Reina Sofía de Madrid. Il fut créé lorsque le peintre était étudiant à Madrid, et où il explorait les divers styles possibles – le cubisme inventé dix ans auparavant par Georges Braque et Pablo Picasso 

## Description
Dans cette œuvre comme dans Autoportrait avec « L'Humanité », il suffit à Dali de peu d'éléments ici pour suggérer qu'il s'agit d'un autoportrait : la forme des cheveux, des sourcils. S'ajoute à la composition un journal : La Publicitat et l'Humanité dans l'autre carton ; ainsi qu'une pipe et un vêtement de travail d'ouvrier respectivement autour desquels s'organisent les toiles.
Outre sa recherche stylistique, ces deux tableaux trahissent les tendances politiques de Dali lors de son adolescence. Le premier journal est catalaniste, le second est communiste.